# Kerala dorsoviridis
Kerala dorsoviridis är en fjärilsart som beskrevs av George Francis Hampson 1897. Kerala dorsoviridis ingår i släktet Kerala och familjen trågspinnare. Inga underarter finns listade i Catalogue of Life.